# 2. deild kvinnur (2009)
W roku 2009 odbyły się rozgrywki 2. deild kvinnur – drugiej ligi piłki nożnej kobiet na Wyspach Owczych. W rozgrywkach wzięły udział 4 kluby z całego archipelagu.
Pierwsza drużyna w tabeli uzyskiwała prawo do gry w 1. deild kvinnur. W roku 2008 był to zespół MB Miðvágur/07 Vestur.

## Uczestnicy
| Uczestnicy 2. deild kvinnur 2008                                                                              | Uczestnicy 2. deild kvinnur 2008 | Uczestnicy 2. deild kvinnur 2008 | Uczestnicy 2. deild kvinnur 2008 |
| --- | -------------------------------- | -------------------------------- | -------------------------------- |
| HB | HB Tórshavn                      | 2                                |                                  |
| Nowi uczestnicy                                                                                               |                                  |                                  |                                  |
| ÍF | ÍF Fuglafjørður                  |                                  |                                  |
| MB07 | MB Miðvágur/07 Vestur            |                                  |                                  |
| Spadek z 1. deild kvinnur 2008                                                                                |                                  |                                  |                                  |
| VBS | VB/Sumba                         | 6                                |                                  |
| Oznaczenia: - kolumna pierwsza – skróty nazw drużyn, - kolumna trzecia – miejsce zajęte w poprzednim sezonie. |                                  |                                  |                                  |

## Tabela ligowa
| Lp. | Drużyna                   | M  | Z | R | P  | Bramki | Bramki | Różn. | Pkt | Uwagi              |
| --- | ------------------------- | -- | - | - | -- | ------ | ------ | ----- | --- | ------------------ |
| 1   | MB Miðvágur/07 Vestur (M) | 12 | 9 | 0 | 3  | 30     | 13     | +17   | 27  | Awans do 1. deild  |
| 2   | VB/Sumba (S)              | 12 | 8 | 0 | 4  | 36     | 13     | +23   | 24  | Drużyna rozwiązana |
| 3   | HB Tórshavn               | 12 | 7 | 0 | 5  | 33     | 18     | +15   | 21  |                    |
| 4   | ÍF Fuglafjørður           | 12 | 0 | 0 | 12 | 9      | 64     | −55   | 0   |                    |